# Siemyśl
Siemyśl (Simötzel fino al 1945) è un comune rurale polacco del distretto di Kołobrzeg, nel voivodato della Pomerania Occidentale.
Ricopre una superficie di 107,44 km² e nel 2016 contava 3 767 abitanti.
Località minori del comune di Siemyśl e relativi nomi tedeschi fino al 1945
| - Białokury (Baldekow) - Byszewo (Büssow) - Charzyno (Garrin) - Kędrzyno (Gandelin) - Morowo (Mohrow) - Niemierze (Nehmer) | - Nieżyn (Nessin) - Świecie Kołobrzeskie (Schwedt) - Trzynik (Trienke) - Unieradz (Neurese) |

.
- Altre località minori: Grabowo (Stubbenberg), Izdebno (Justinenthal), Mącznik (Altemühle), Paprocie (Elisenhof), Wątłe Błota (Wilhelmsberg), Wędzice (Vandüz), Wszemierzyce (Marianówek/Marienhof).